# Gulen
Gulen este o comună din provincia Sogn og Fjordane, Norvegia.